# 마오린구

마오린구의 위치

마오린구(한국어: 무림구, 중국어: 茂林區, 병음: Màolín Qū)는 중화민국 가오슝시의 구이다. 넓이는 194km2이고, 인구는 2015년 8월 기준으로 1,882명이다.

## 지리
마오린구는 북쪽은 타오위안구와, 서쪽은 류구이구, 핑둥현 가오수향과, 동쪽은 타이둥현 옌핑향와 남쪽은 핑둥현 싼츠먼향, 우타이향과 각각 접하고 현내에서 가장 인구가 적은 구이다. 중양산맥 남쪽 기슭에 위치하고 해발 230m에서 2,700m의 산악 지대로, 그 가운데를 주오커우계(濁口渓)가 흐르고 있다. 원주민인 루카이족이 거주자의 대부분을 차지하고 있다.

## 역사
마오린구는 예부터 루카이족의 거주지였다. 옛 이름인 '트나'는 한족이 명명한 둔쯔(墩仔)가 일반적으로 통용되면서 만들어진 것이다. 일본 통치 초기에 원주민은 일본의 통치에 반발해 경관을 살해하는 등의 반란을 일으켰다. 경관대가 출동해 반란은 진압되었지만 이 반란을 '둔쯔의 난'으로 불렀기 때문에 이후 대만어의 둔쯔를 음역한 '트나(중국어 음역:多納)'가 지명으로서 사용되게 되었다. 1920년의 타이완 지방 제도 개편 때 다카오주 기잔군의 번지로 여겨졌다. 2차 대전 후에 가오슝현 둬나향이 되었지만 1957년에 가오슝현 마오린향으로 개칭되었다.
2010년 12월 25일, 가오슝현과 가오슝시가 합병하며 가오슝시 마오린구가 되었다.

## 같이 보기
- 메이눙구
- 핑둥현